# Grundwassergleichenplan

Erstellung eines Grundwassergleichenplans (Legende auf Englisch)

Ein Grundwassergleichenplan stellt für einen begrenzten Ausschnitt des oberflächennahen Untergrundes die Fließverhältnisse des Grundwassers, in der Regel an einem bestimmten Stichtag, dar. Er fußt auf den Grundwasserständen, die im entsprechenden Gebiet  in einem bestimmten Aquifer am Stichtag an bestimmten Punkten gemessen wurden. Die sich aus der Interpolation der punktuellen Messdaten ergebenden Linien gleichen Grundwasserstandes im Aquifer werden als Grundwassergleichen oder Grundwasserhöhengleichen bezeichnet. Die Darstellung erfolgt, wie bei einer Karte üblich, zweidimensional in Aufsicht, durch Projektion der Grundwassergleichen in die Kartenebene. Grundwassergleichenpläne werden für jeden Aquifer einzeln erstellt.
Zur Konstruktion eines Grundwassergleichenplans werden mindestens drei Grundwassermessstellen  benötigt, deren Oberkante auf eine einheitliche Bezugshöhe hin (z. B. die Höhe über dem Meeresspiegel) vermessen wurde. Der in einer solchen Messstelle am Stichtag mittels Lichtlot ermittelte Abstand zum Grundwasser (Abstich, relativer Wert) wird durch Subtraktion von der Höhe des Messbezugspunktes in den absoluten Wert umgerechnet.
Zwischen den verschiedenen Grundwassermessstellen können, basierend auf den absoluten Werten, die Grundwassergleichen z. B. mit Hilfe hydrologischer Dreiecke interpoliert werden. Über den Verlauf der Grundwassergleichen kann die Grundwasserfließrichtung ermittelt werden: Sie verläuft stets orthogonal zu den Grundwassergleichen von hohen zu niedrigen absoluten Werten.